# نقاب‌های غار کلماکره
نقاب‌های غار کَلْماکَره از آثار باستانی هستند که در غار کلماکره، در لرستان ایران کشف شده‌اند. این نقاب‌ها مربوط به نیمهٔ نخست هزارهٔ نخست پیش از میلاد است و در موزهٔ ایران باستان نگهداری می‌شود.
صورتک‌ها یا ماسک‌های طلایی که از غار کلماکره در لرستان بدست آمده نشانگر اینست که در دوران شاهنشاهی هخامنشی نوعی آئین یا مراسم که احتمالاً جشن‌های ملی مرسوم وجود داشته که از این ماسک و صورتک‌های طلا در آن مراسم‌های خاص استفاده می‌شده‌است. بدین طریق می‌توان این‌گونه پنداشت که حداقل نوعی از آئین جشن‌های بالماسکه‌ای که اروپائیان امروزه برپا می‌دارند در ایران باستان وجود داشته‌است؛ولی هیچ سندی در مورد وجود این جشن در دوران هخامنشی و پس از میلاد در ایران موجود نیست.